# قوائم اليونسكو للتراث الثقافي اللامادي
وضعت منظمة الأمم المتحدة للتربية والعلم والثقافة قوائم للتراث الثقافي غير المادي بهدف ضمان حماية أفضل للتراث الثقافي غير المادي المهم في جميع أنحاء العالم ورفع الوعي بأهميته. يتم نشر هذه القائمة من قبل اللجنة الحكومية الدولية لحماية التراث الثقافي غير المادي والتي يتم انتخاب أعضائها من قبل الدول الأطراف المجتمعة في الجمعية العامة. ومن خلال مجموعة من الكنوز الشفهية وغير الملموسة المختلفة التي تمتلكها البشرية في مختلف أنحاء العالم، يهدف البرنامج إلى لفت النظر لأهمية صون التراث غير المادي، الذي حددته اليونسكو كمكون أساسي ومستودع للتنوع الثقافي والتعبير الإبداعي.
تم إنشاء القائمة في عام 2008 عندما دخلت حيز التنفيذ اتفاقية العام 2003 الخاصة بحماية التراث الثقافي غير المادي.
من العام 2010 قام البرنامج بإعداد ثلاثة قوائم. وفق التالي:
- القائمة التمثيلية للتراث الثقافي غير المادي للبشرية والتي تتكون من من "الممارسات والتعبيرات الثقافية التي تساعد على إظهار تنوع هذا التراث وزيادة الوعي بأهميته".
- قائمة اللتراث الثقافي غير المادي الذي يحتاج إلى صون عاجل وتتكون من العناصر الثقافة التي تعتبرها المجتمعات والبلدان المعنية بحاجة إلى تدابير عاجلة للحفاظ عليها على قيد الحياة.[5][6]
- سجل الممارسات الجيدة في مجال الحماية.

خلال العام 2013 تم إدراج أربعة عناصر في قائمة التراث الثقافي غير المادي الذي يحتاج إلى صون عاجل، مما يساعد الدول الأطراف على حشد التعاون والمساعدة الدوليين لضمان نقل هذا التراث بمشاركة المجتمعات المعنية. تشمل قائمة الحماية العاجلة الآن 35 عنصرًا. كما أدرجت اللجنة الحكومية الدولية 25 عنصرًا في القائمة التمثيلية للتراث الثقافي غير المادي للبشرية، وذلك بهدف رفع الوعي بالتراث غير المادي والاعتراف بتقاليد المجتمعات ومعارفها التي تعكس تنوعها الثقافي. لا تنسب القائمة أو تعترف بأي معيار للتميز أو الحصرية. في أبريل 2023 بلغ مجموع العناصر المدرجة في القوائم 676 عنصرًا تعود لـ 140 دولة
وعادة ما يتم اعتبار العناصر المدرجة في القوائم بمثابة تمثيل جوهري للتراث غير المادي للبشرية، وهو أعلى تكريم للتراث غير المادي على المستوى العالمي.